# Polisens grader i Norge

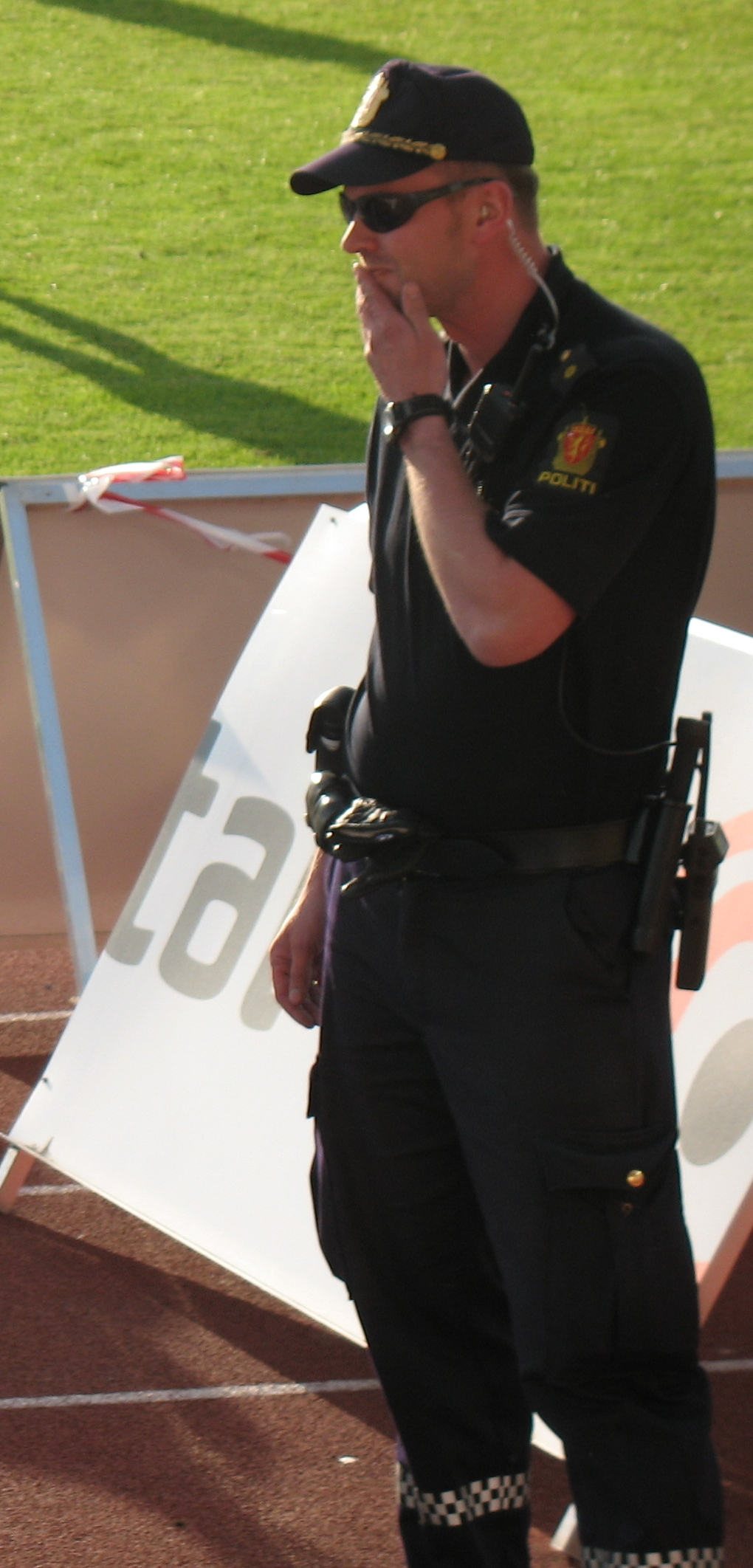

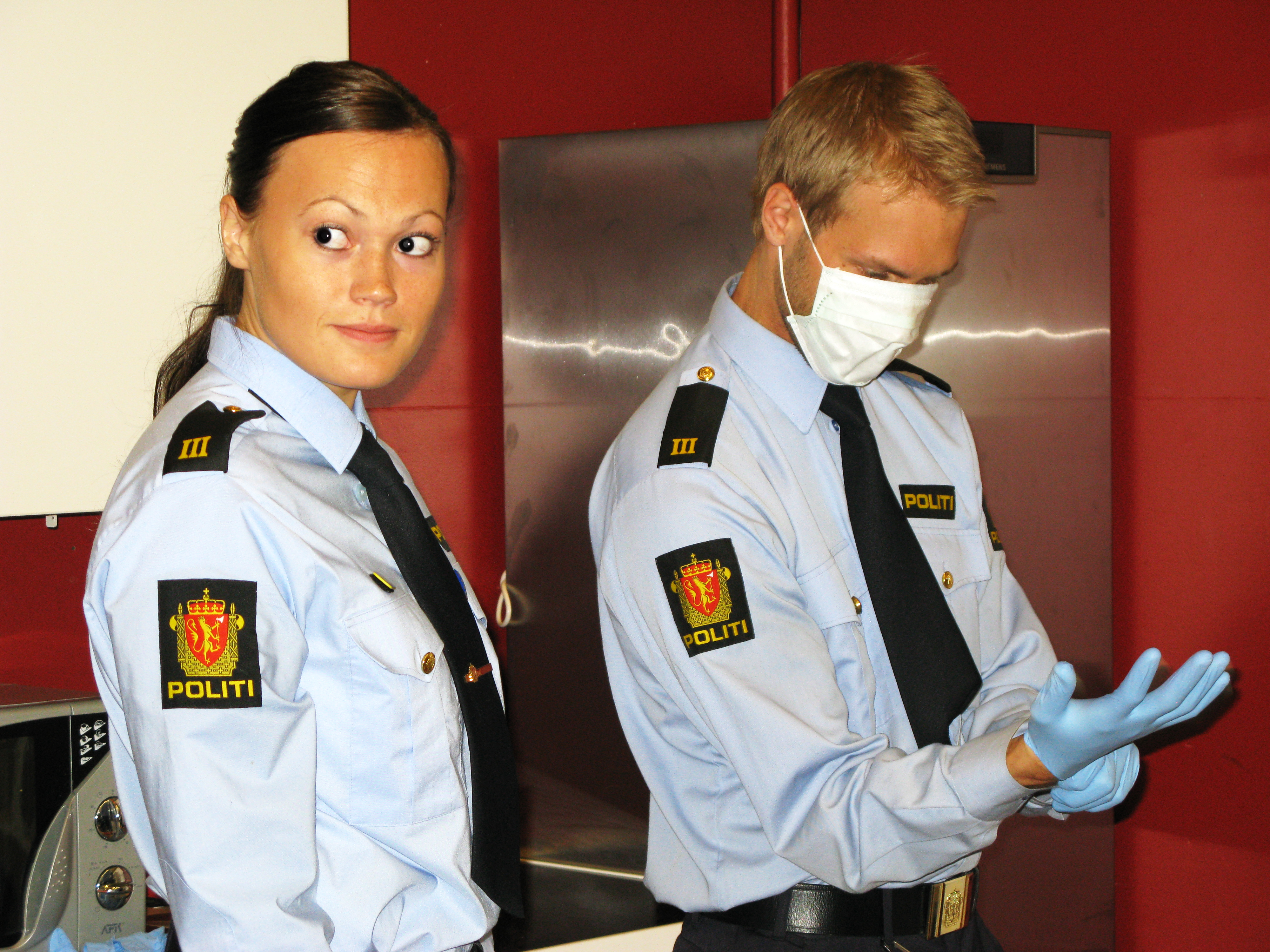

Polisens grader i Norge visar den hierarkiska ordningen inom det norska polisväsendet samt en jämförelse med den svenska polisens grader. 

## Grader
Eftersom polisen i Norge även utgör åklagarmyndighet vid lagbrott som har en övre straffram av intill ett års fängelse, har också motsvarande grader inom det svenska åklagarväsendet angetts (Polisens åklagaravdelning i Norge har åklagarmyndighet om maximalstraffet efter lagen inte överstiger ett års fängelse. Vid grövre brott är det norska åklagarmyndigheten, kallad statsadvokatembetet som är åklagare). I tabellen nedan utmärks polisjurister med kursiverade tjänstegrader.
| Nr  | Grad | Gradbeteckning | Motsvarighet i svenska polisen   | Motsvarighet i svenska åklagarväsendet |
| --- | --- | -------------- | -------------------------------- | -------------------------------------- |
| 1.  | Politidirektør |                | Rikspolischef                    | –                                      |
| 2.  | Assisterende politidirektør                                                                                       |                | Biträdande rikspolischef         | –                                      |
| 3.  | Politimester Sjef Kriminalpolitisentralen Sjef Politihøgskolen Sjef Utrykningspolitiet Sysselmesteren på Svalbard |                | Polisdirektör                    | Chefsåklagare                          |
| 4.  | Visepolitimester                                                                                                  |                | Biträdande polisdirektör         | Vice chefsåklagare                     |
| 5.  | Politiinspektør Politiadvokat 2 Assisterende sysselmann Politiinspektør                                           |                | Polisöverintendent               | Kammaråklagare                         |
| 6.  | Politiadvokat |                | –                                | Kammaråklagare                         |
| 7.  | Politifullmektig                                                                                                  |                | –                                | Assistentåklagare                      |
| 8.  | Politistasjonssjef Lensmann                                                                                       |                | Polisintendent                   | –                                      |
| 9.  | Politioverbetjent Sysselmannsoverbetjent                                                                          |                | Poliskommissarie (sektionschef)  | –                                      |
| 10. | Politiførstebetjent Sysselmannsførstebetjent                                                                      |                | Poliskommissarie                 | –                                      |
| 11. | Politibetjent 3 Sysselmannsbetjent                                                                                |                | Polisinspektör (gruppchef)       | –                                      |
| 12. | Politibetjent 2                                                                                                   |                | Polisinspektör                   | –                                      |
| 13. | Politibetjent 1                                                                                                   |                | Polisassistent                   | –                                      |
| 14. | Student ved Politihøgskolen                                                                                       |                | Studerande vid polisutbildningen | –                                      |